# Maxim Staviski
Maxim Staviski (bulharsky: Максим Стависки, * 16. listopadu 1977 Rostov na Donu) je bývalý bulharský krasobruslař. Se svou partnerkou Albenou Denkovou se v tancích na ledě stal dvojnásobným mistrem světa (2006, 2007). Získal na světovém šampionátu též jedno stříbro (2004) a jeden bronz (2003). Na mistrovství Evropy byli Staviski a Denkova dvakrát druzí (2003, 2004) a jednou třetí (2007). Roku 2006 vyhráli finále Grand Prix. Všechny tyto úspěchy byly v bulharském krasobruslení průlomové, nikdy předtím bulharští krasobruslaři žádnou významnou trofej nezískali. Nejlepším umístěním páru na olympiádě bylo 5. místo v roce 2006.

## Život
Narodil se v Rusku v židovské rodině. Začal bruslit ve čtyřech letech. Zpočátku jezdil sólově, ale v jedenácti letech si zlomil nohu a jeho schopnost skákat poklesla. Jeho trenér mu tak doporučil tance na ledě, načež vstoupil do taneční skupiny Natalie Dubové. Soutěžil s Anastasií Belovou, se kterou tvořil třetí ruský tým na juniorském mistrovství světa v roce 1996, ale na konci sezóny se rozešli. Tehdy potkal Maxim v Moskvě Bulharku Albenu Denkovou. Absolvovali společně úspěšnou zkoušku, načež se Maxim odstěhoval do Sofie za Denkovou, se kterou brzy navázal i intimní vztah. Získal ve zrychleném procesu bulharské občanství a tak již na olympijských hrách v Naganu roku 1998 reprezentovali společně Bulharsko. V roce 2011 se jim narodil syn. První společnou medaili na velké akci (ME) získali v roce 2003 a šlo o první velkou bulharskou krasobruslařkou medaili vůbec. Roku 2007 obdržel Řád Stara Planina, nejvyšší bulharské vyznamenání. Ve stejném roce však zavinil pod vlivem alkoholu vážnou dopravní nehodu. Vyvázl jen s podmínkou, ale po incidentu ukončil závodní kariéru. Spolu s partnerkou se poté věnovali choreografii (vytvořili sestavu například pro Briana Jouberta) a otevřeli si krasobruslařskou školu.